# ريموند فرنسيس
ريموند فرنسيس (بالإنجليزية: Raymond Francis)‏ (6 أكتوبر 1911 - 24 أكتوبر 1987) كان ممثل إنجليزي معروف لدوره المحقق توم لوكهارت في مسلسل أقتل الحقيبة وورقة الجريمة ولا مكان للاختباء لعب دور لوكهارت في ذلك المسلسل من 1956 إلى 1967، والشخصية كانت أحد المحققين التلفزيونيين المتناوبين.
ولد في لندن، كان أول أدواره دكتور واطسون مع آلان ويتلي (هولمز) في مسلسل بي بي سي 1951 شيرلوك هولمز، لاحقاً اقتص الدور في فيلم 1984 قضية مارسيل دوشامب.

## من أعماله
- الوصول إلى السماء (1956)
- الرجل في السماء (1957)
- مجرد حظي (1957)

## روابط خارجية
- ريموند فرنسيس على موقع IMDb (الإنجليزية)
- ريموند فرنسيس على موقع أول موفي (الإنجليزية)
- ريموند فرنسيس على موقع قاعدة بيانات الأفلام السويدية (السويدية)
- ريموند فرنسيس على موقع قاعدة بيانات الفيلم (الإنجليزية)
- ريموند فرنسيس على موقع كينوبويسك (الروسية)